# 수동면 (남양주시)
수동면(水洞面)은 대한민국 경기도 남양주시의 면이다.

## 개요
수동면은 계절마다 아름다운 비경을 드러내는 지역으로 서리산 정상의 철쭉꽃, 바위와 숲이 조화된 구운천 계곡, 축령산자연휴양림과 더불어 몽골문화촌, 고로쇠마을 등 특색이 살아있는 고장이다. 1963년 1월 1일 법률제1175호로 가평군 외서면 3개리(입석리,외방리,내방리)와 진접면의 수산리 및 화도면의 3개리(지둔리,운수리, 송천리)를 병합하여 수동면을 신설하였다. 그 이전에 이 지역은 예부터 산자수려하고 맑은 물이 굽이쳐 흘러 `물골안`이라 부르다가 1963년 1월 1일 신설면이 되면서 수동면이라 칭하게 되었다.

## 연혁
- 1963년 1월 1일 : 법률 제1175호에 의거 양주군 화도면 3개리(운수, 지둔, 송천), 진접면 1개리 (수산), 가평군 외서면 3개리(내방, 외방, 입석)를 합쳐 수동면 신설(법정7, 행정12개리)
- 1980년 4월 1일 : 법률제3169호로 양주군에서 분리 남양주군으로 분군
- 1983년 4월 1일 : 행정리 12개리를 13개리로 개편(입석3리)
- 1985년 6월 1일 : 행정리 13개리를 14개리로 개편(운수2리)
- 1987년 1월 1일 : 행정리 14개리를 16개리로 개편(수산3리, 입석4리)
- 1987년 7월 1일 : 행정리 16개리를 19개리로 개편(운수3리, 지둔2리, 외방3리)
- 1989년 10월 9일 : 행정리 19개리를 20개리로 개편(송천3리)
- 1995년 1월 1일 : 남양주시 신설로 남양주시 수동면이 됨
- 2008년 2월 21일 : 행정 20개리를 21개리로 개편(송천4리)
- 2009년 8월 6일 : 행정 21개리를 22개리로 개편(내방3리)
- 2013년 9월 12일 : 행정 22개리를 23개리로 개편(지둔3리)
- 2016년 1월 4일 : 화도읍과 수동면을 관할하는 화도·수동 행정복지센터가 개청하였다.[2]

## 행정구역
| 법정리 | 한자명 | 행정리                             |
| ------ | ------ | ---------------------------------- |
| 내방리 | 內坊里 | 내방1리, 내방2리, 내방3리          |
| 송천리 | 松川里 | 송천1리, 송천2리, 송천3리, 송천4리 |
| 수산리 | 水山里 | 수산1리, 수산2리, 수산3리          |
| 외방리 | 外坊里 | 외방1리, 외방2리, 외방3리          |
| 운수리 | 雲水里 | 운수1리, 운수2리, 운수3리          |
| 입석리 | 立石里 | 입석1리, 입석2리, 입석3리, 입석4리 |
| 지둔리 | 芝屯里 | 지둔1리, 지둔2리, 지둔3리          |

## 교육

### 초등학교
- 수동초등학교
- 가양초등학교
- 송천분교

### 중학교
- 수동중학교

## 관광
- 축령산
- 비금계곡
- 몽골문화촌